# فانا جوغيفا
فانا جوغيفا (بالإنجليزية: Vana-Jõgeva)‏ هي قرية تقع في إستونيا في Jõgeva Parish.[بحاجة لمصدر]